# 17170 Всевустинов
17170 Всевустинов (17170 Vsevustinov) — астероїд головного поясу, відкритий 14 липня 1999 року.
Тіссеранів параметр щодо Юпітера — 3,615.